# Pagania
Paganien (lateinisch Pagania, slawisch Pogania) auch Narentanien (lateinisch Narentia) bezeichnet das mittelalterliche südslawische Fürstentum der Narentaner an der Ostküste des Adriatischen Meeres. Vermutlich im 11. Jahrhundert fiel der kontinentale Teil an das benachbarte slawische Fürstentum Zachumlien, während die Inseln unter die Herrschaft der Republik Venedig kamen.

## Geografie
Konstantin zufolge bildeten der Unterlauf des Flusses Cetina die Nordwestgrenze und die Mündung des Flusses Neretva die Südwestgrenze Paganias.
Das Gebiet soll sich aus den drei Gespanschaften Rastoka, Mokros und Dalen auf dem Festland sowie den Inseln Brač, Šolta, Hvar, Korčula, Vis und Lastovo zusammengesetzt haben.
Städte in der Region waren Mokro, Ostrog, Slavineca sowie Hvar und Stari Grad.

## Bevölkerung
Die von Konstantin Porphyrogennetos in seinem Werk De Administrando Imperio verwendete Bezeichnung Pagania weist darauf hin, dass die Narentaner (vermutlich römische Bezeichnung: Arentani) zu Konstantins Zeiten noch Heiden (paganus ‚Dorfbewohner‘; seit dem 4. Jahrhundert im christlichen Sprachgebrauch die Bezeichnung für einen Nichtchristen) waren.
Die Narentaner waren Konstantin zufolge Serben, welche die christliche Taufe nicht annahmen. Mittelalterliche Schriftsteller setzten „Serben“ aber oft mit den Slawen als Ganzes gleich, als slawischen Urstamm bzw. Überbegriff für alle Slawen. Wahrscheinlich ist, dass Paganien ab dem 7. Jahrhundert von Kroaten besiedelt wurde.